# Squid (Waffe)

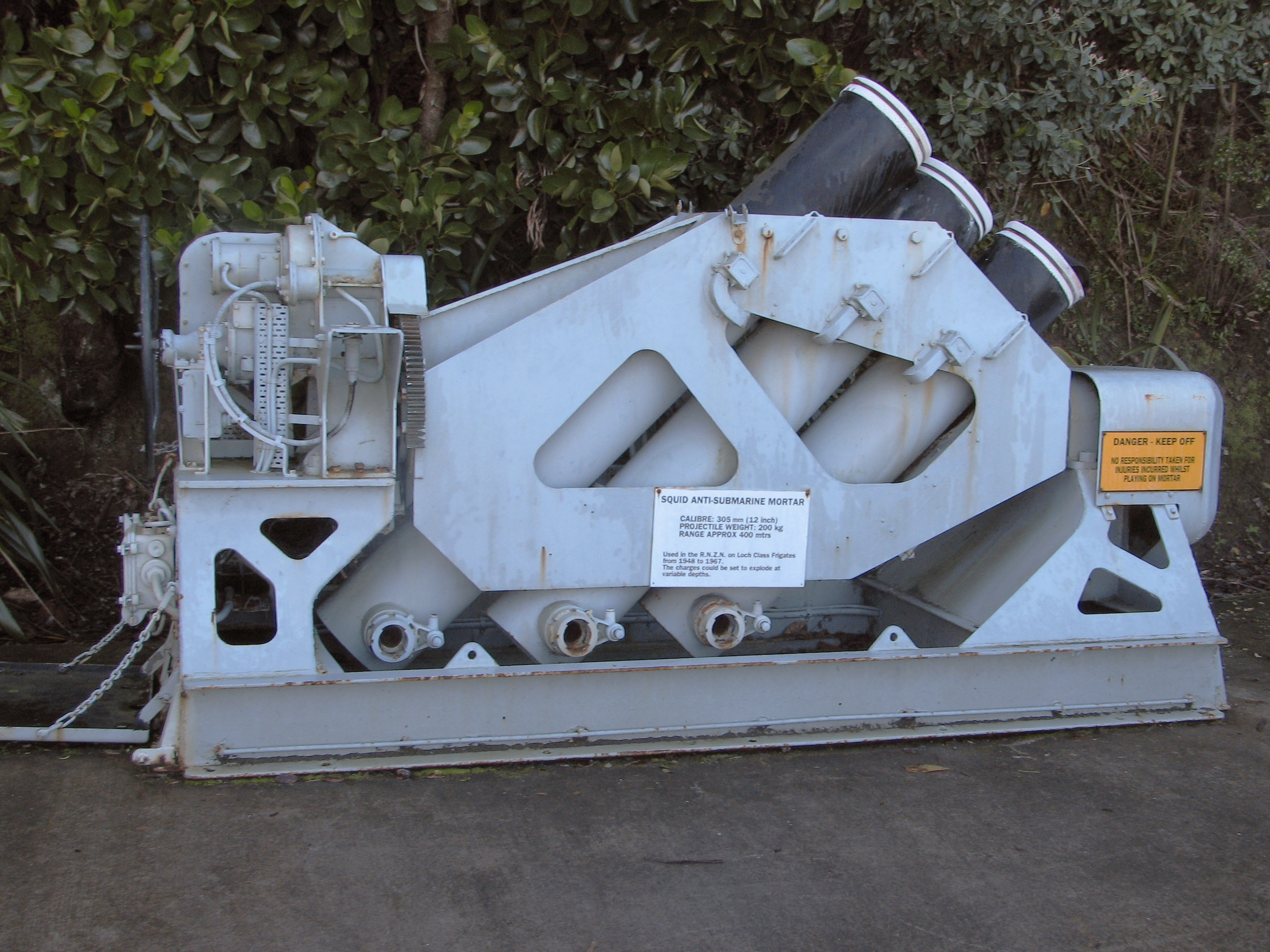
Nachkriegs-Squid

Der Squid war eine U-Boot-Abwehrwaffe und wurde im Zweiten Weltkrieg von der britischen Royal Navy als Antwort auf die immer größer werdende deutsche U-Boot-Gefahr entwickelt.

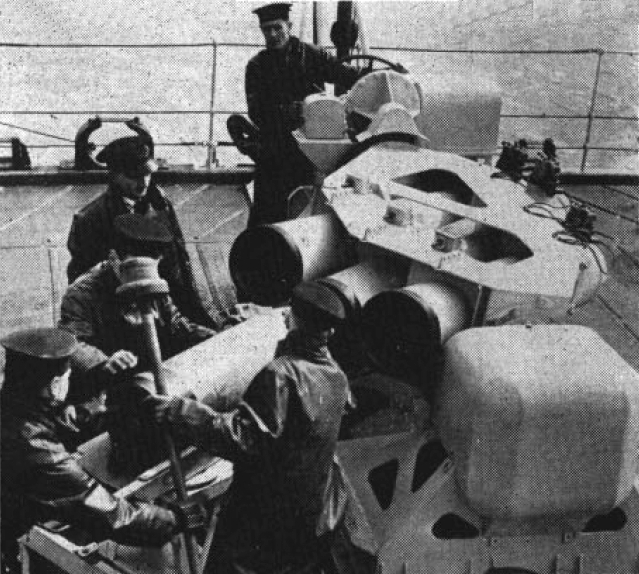
Matrosen bei der Beladung eines Squid-Anti-Uboot-Mörsers im Jahre 1952

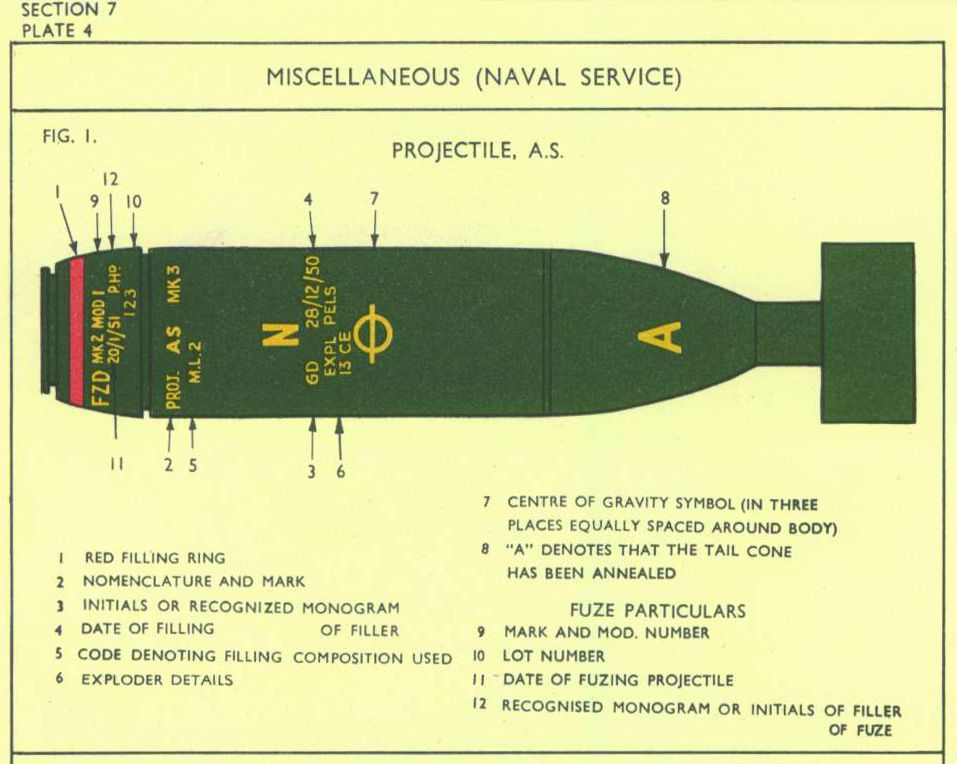
Beschreibung der technischen Markierungen auf einer Squid-Wasserbombe.

Der Squid (deutsch „Kalmar“) war ein Wasserbombenwerfer, der aus einem dreirohrigen, nach vorne gerichteten Abschussgerät drei unabhängig voneinander wirkende konventionelle Wasserbomben abfeuerte. Er war eine Weiterentwicklung des Hedgehog-Systems und wurde seinerseits wieder vom Limbo-System abgelöst.
Die Auslösung des Werfers erfolgte direkt durch den Sonar-Entfernungsmesser. Die drei Wasserbomben bildeten dann ein Dreieck mit etwa 37 m Seitenlänge in einer Entfernung von etwa 250 m vor dem Schiff. Die Explosionstiefe musste einheitlich vorab eingestellt werden.
Das System wurde 1943 auf dem Zerstörer Ambuscade erstmals erprobt. Die erste Versenkung eines U-Bootes mit dieser Waffe gelang der Fregatte Loch Killin am 31. Juli 1944, die U 333 versenkte. Dem System wurden bei 50 Einsätzen 17 Versenkungen zugesprochen. Es wurde weit über das Ende des Zweiten Weltkriegs hinaus eingesetzt.
Ein Vorteil gegenüber anderen Abwurfeinrichtungen für Wasserbomben war, dass das bekämpfte Objekt ununterbrochen auch während und nach dem Abschuss mit dem Sonar beobachtet werden konnte, weil der Abschuss nach vorne erfolgte. Daneben war es im Zusammenspiel mit anderen Wasserbombenabschussvorrichtungen möglich, bei einer Überfahrt zwei Wasserbombenangriffe auf ein Sonarobjekt zu fahren. Die drei Wasserbomben des Squids wurden auch zur Unterscheidung eines Sonarechos eingesetzt, denn ein Fischschwarmecho löst sich nach einem Beschuss auf. Wenn das Echo konstant blieb, war ein sofortiger Angriff ohne Wendemanöver mit den Werfern, die seitlich und nach hinten warfen, möglich. Dadurch sank die Ausweichmöglichkeit für ein U-Boot vor dem zweiten, massiveren Wasserbombenangriff.
Im April 1977 wurde bei der britischen Royal Navy von der Fregatte HMS Salisbury zum letzten Mal ein Squid abgefeuert.

## Technische Daten
- Kaliber: 305 mm (12 in)
- Gewicht: 177 kg (390 lb)
- Sprengstoffmenge: 94 kg (207 lb)
- Reichweite: 250 m (275 yards)
- Sinkrate: 13,3 m/s (43,5 ft/s)
- Maximale Einsatztiefe: 274 m (900 ft)